# Castletownbere
Castletownbere (en irlandès Baile Chaisleáin Bhéarra) és una vila al comtat de Cork, a la província de Munster. Es troba a la regió de Cork Oest i la seva importància radica en el port de Berehaven dins la badia de Bantry. Havia estat un feu de la família MacCarthy, i els seus enfrontaments amb els nous propietaris de terres van inspirar la novel·la Hungry Hill de Daphne du Maurier.

## Demografia
La vila té una població d'uns 950 habitants en el cens de 2002 amb més de 4.000 a la zona d'influència. Els turistes inflen aquest nombre durant la temporada d'estiu en un petit grau. Des de la dècada de 1960 un petit grup d'immigrants dels Països Baixos, Suïssa, Alemanya i Anglaterra s'hi han barrejat, i més recentment alguns immigrants econòmics procedents d'Europa oriental. Igual que en qualsevol port pesquer hi ha una barreja de transitoris i hi ha una certa influència espanyola local. En general és marcat l'èxode de les famílies locals a Amèrica del Nord i el Regne Unit i fins fa poc la població ha disminuït.

## Història
El Castell de Dunboy va ser la seu dels O'Sullivan Beare qui, juntament amb altres senyors gaèlics, i amb l'ajuda espanyola, s'havien rebel·lat contra la corona anglesa. Durant el setge de Dunboy, el castell va ser reduït per les forces de la reina Elisabet I en 1602 i es van retirar amb els seus seguidors a Leitrim. La residència dels O'Sullivan Beare és commemorada des de 2002 amb una placa en irlandès i anglès.
En 1796 Theobald Wolfe Tone i els seus confederats salparen del port de Berehaven amb soldats francesos. Van ancorar a Ahabeg (un townland a cinc milles a l'est de Castletownbere) però els vents eren tan violents que no podien desembarcar. Wolfe Tone va afirmar que estava tan a prop d'Irlanda que gairebé podria haver escopit a la riba i va reflexionar, "Anglaterra no ha tingut una fuita des de l'Armada" - potser una al·lusió al fet que els vents adversos frustraren als poderosos enemics d'Anglaterra en ambdues ocasions. Pels seus esforços en la preparació de les defenses locals contra els francesos, Richard White, un terratinent local, fou creat comte de Bantry i vescomte de Berehaven en 1816.
El port d'aigües profundes va ser, fins al segle xix, molt utilitzat pels contrabandistes. De 1922 a 1938, Berehaven era un dels tres ports del Tractat a l'Estat Lliure d'Irlanda, base sobirana del Regne Unit mantingut per la Royal Navy. Berehaven és el segon port més segur del món.
Al moll de Pier Furious, a les 3 pm del 14 maig de 1921 l'IRA comandat per Michael Og O'Sullivan va matar els soldats Hunter, McCullen, Edwards i Chalmers, tots de la King's Own Scottish Borderers. Va ser una represàlia per l'afusellament de diversos homes de l'IRA durant les últimes setmanes a la ciutat de Cork. L'atac va formar part d'una sèrie d'atacs sincronitzats de l'IRA sobre les forces de la corona en deu punts diferents al llarg de l'oest de Cork.
També hi hagué un enfrontament entre l'IRA contra els Black and Tans i membres de la RIC als afores de la vila, però no hi va haver víctimes. Només un home de Castletownbere va morir durant la Guerra Angloirlandesa: O'Dwyer va morir a Kealkil (Cork) i té una placa a la Wolfe Tone Square de Bantry. Quan la Royal Navy es va retirar de Berehaven en 1938 accidentalment van deixar darrere un llibre que contenia noms i adreces dels informants lleials residents a la zona. No se sap si l'IRA va prendre cap acció contra aquesta gent.

## Galeria d'imatges

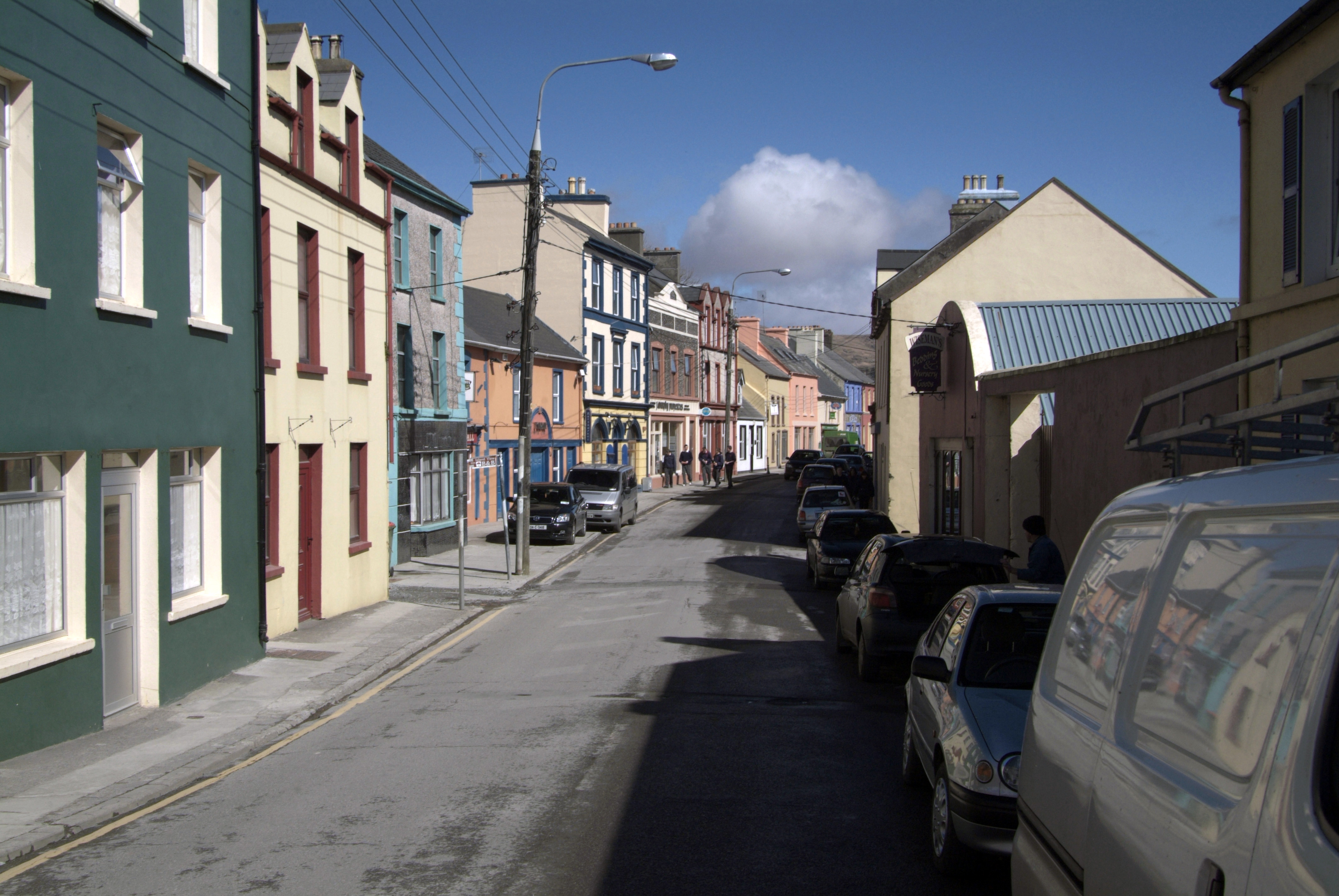
Carrer principal de Castletownbere

## Personatges
- Timothy Harrington (m. 1910) diputat del partit de Parnell i Lord alcalde de Dublín.
- Standish James O'Grady (m. 1928), sacerdot i escriptor
- Dr Aiden MacCarthy (1914–1992) metge